# Alexandre Daigle
Alexandre Daigle, född 7 februari 1975 i Laval, Québec, är en före detta kanadensisk professionell ishockeyspelare. Han har spelat i NHL-lagen Ottawa Senators, Philadelphia Flyers, Tampa Bay Lightning, New York Rangers, Pittsburgh Penguins och Minnesota Wild. Han anses vara en av de största flopparna inom nordamerikansk proffsidrott någonsin.

## Karriär
Alexandre Daigle ansågs som ung vara en supertalang och vid 18 års ålder hade han slagit flera rekord i juniorligorna. Många trodde att Daigle skulle bli den nye kanadensiska superstjärnan efter Wayne Gretzky och Mario Lemieux. I NHL-draften 1993 valdes han först av alla spelare av jumbolaget Ottawa Senators, som anklagades för att ha förlorat matcher med flit för att få rätten att välja först, och han anslöt till laget den påföljande säsongen. Senators gav Daigle ett femårigt kontrakt på totalt 12,25 miljoner dollar, vilket är NHL-historiens största rookiekontrakt. Efter att Daigle kunnat skriva ett så stort kontrakt införde NHL ett tak för hur mycket en förstaårsspelare kunde tjäna.
Daigle levde dock inte upp till förväntningarna i NHL. Han gjorde 51 poäng under sin rookiesäsong, vilket var bra, men han skulle aldrig komma att nå en högre notering under en NHL-säsong. Daigle ansågs ofta spela oengagerat, något många trodde till viss del berodde på det generösa kontraktet. Han blev överglänst av Alexej Jasjin, lagets andre unge stjärna, som följaktligen krävde ett lika stort kontrakt som Daigle. Senators ledning stöttade Daigle till en början, men efter fyra och en halv säsong där han bara gjort 172 poäng på 301 matcher så tröttnade de; Daigle skickades till Philadelphia Flyers i utbyte mot Vaclav Prospal, Pat Falloon och ett val i andra rundan i NHL-draften. Säsongen efter bytte Flyers bort Daigle till Edmonton Oilers som i sin tur bytte bort honom till Tampa Bay Lightning. I Lightning blev det 32 matcher och 12 poäng innan han återigen blev bortbytt, denna gång till New York Rangers. Efter en säsong i Rangers slutade han spela ishockey år 2000, vid 26 års ålder. 
Till säsongen 2002–03 var Daigle tillbaka i NHL och delade säsongen mellan Pittsburgh Penguins och farmarlaget Wilkes-Barre/Scranton Penguins. Inför säsongen 2003–04 skrev han på för Minnesota Wild, och spelade för ett och samma lag under en hel NHL-säsong, vilket var första gången sedan 1997. Under säsongen tangerade han också sitt personliga poängrekord på 51 poäng under en säsong. Den följande säsongen, 2005–06, blev det 46 matcher i Wild. 
2006 skrev Daigle på ett fyraårskontrakt med HC Davos i den schweiziska ligan. Under sin första säsong gjorde han 61 poäng på 44 matcher, vilket var näst bäst i ligan.

## Citat av Daigle
"Jag är glad att jag valdes som nummer ett, för ingen kommer ihåg tvåan." Nummer två i draften var Chris Pronger.